# Vorosjilovskij strelok
Vorosjilovskij strelok (russisk: Ворошиловский стрелок) er en russisk spillefilm fra 1999 af Stanislav Govorukhin.

## Medvirkende
- Mikhail Ulyanov som Ivan Fjodorovitj Afonin
- Anna Sinjakina som Katja Afonina
- Aleksandr Porokhovsjjikov som Nikolaj Petrovitj Pasjutin
- Vladislav Galkin som Aleksej Podberjozkin
- Irina Rozanova som Olga Ivanovna Afonina